# Robert Gilles
Robert Gilles (Eupen, 22 augustus 1923 - 31 december 2003) was een Belgisch handballer.

## Levensloop
Tijdens de Tweede Wereldoorlog werd hij opgeroepen om te dienen in de Wehrmacht. Hij werd door de Sovjets krijgsgevangen genomen te Tsjechoslowakije en verbleef vervolgens een tijdlang te Karaganda. Hij werd vrijgelaten op kerstavond 1945.
Gilles speelde bij TSV Eupen. Tevens was hij als international actief bij het Belgisch handbalteam.